# Османсько-перська війна (1730—1735)
Османсько-перська війна — конфлікт між силами імперії Сефевідів і силами Османської імперії з 1730 по 1735 рік. Після того, як Османська імперія не змогла втримати афганських загарбників Гільзаї на перському троні, османські володіння в західній Персії, які були надані їм династією Хотакі, опинилися під загрозою повторного включення до нової відродженої Перської імперії. Талановитий полководець Сефевідів Надер-шах поставив османам ультиматум про відступ, який вони вирішили проігнорувати. Послідувала низка кампаній, у яких кожна сторона здобувала перевагу в серії бурхливих подій, які тривали півдесятиліття. Нарешті, перемога персів під Єгвардом змусила османів просити про мир і визнати територіальну цілісність Персії та гегемонію Персії над Кавказом.

## Події
Навесні 1730 року Надер напав на османів і повернув собі більшу частину території, втраченої під час розпаду імперії Сефевідів наприкінці 1720-х років. Афганці Абдалі, які були підкорені в попередній кампанії, повстали та взяли в облогу Мешхед, змусивши Надера призупинити свою кампанію та врятувати свого брата Ебрагіма, який опинився у пастці в Мешхеді. Надеру знадобилося чотирнадцять місяців, щоб перемогти афганців Абдалі, які чинили запеклий опір.
Відносини між Надером і шахом Тахмаспом погіршилися, оскільки останній почав заздрити військовим успіхам свого генерала. У той час як Надер був відсутній на сході, Тахмасп намагався самоствердитися, почавши безрозсудну кампанію, щоб повернути Єреван. Зрештою він втратив усі нещодавні надбання Надера на користь османів і підписав договір про передачу Грузії та Вірменії в обмін на Тебриз. Надер побачив, що настав момент скинути Тахмаспа. Він денонсував договір, шукаючи народної підтримки для війни проти османів. В Ісфахані Надер напоїв Тахмаспа, а потім показав його придворним, запитуючи, чи людина в такому стані придатна правити. У 1732 році він змусив Тахмаспа зректися престолу на користь маленького сина шаха Аббаса III, регентом якого став Надер.
Надер вирішив повернути територію у Вірменії та Грузії, захопивши османський Багдад, а потім запропонувавши його в обмін на втрачені провінції, але його план пішов невдало, коли його армія була розбита османським генералом Топалом Осман-паша поблизу міста в 1733 році. Надер вирішив, що йому потрібно якнайшвидше відновити ініціативу, щоб зберегти свою позицію, оскільки в Персії вже спалахували повстання. Він знову зіткнувся з Топалом в бою, переміг і вбив його. Потім він взяв Гянджу в облогу, заробивши союз з Росією проти османів. Надер здобув велику перемогу над переважаючими османськими силами в битві при Єгварді, і до літа 1735 року Вірменія та Грузія знову були під його контролем. У березні 1735 року він підписав договір з росіянами в Гянджі, за яким останні погодилися вивести всі свої війська з території Персії.

## Наслідки
Успіх кампаній Надера був таким, що його престиж допоміг йому завоювати вірність перських еліт і він скористався можливістю повалити Сефевідів і заснувати власну, династію Афшаридів. Наступна кампанія Надера привела його до Кандагару, де він раз і назавжди скинув правлячу династію Хотакі племені Гільзаї, перш ніж продовжити вторгнення в Індію. Надер також розпочав свій перший похід проти лезгів під час персидсько-османської війни 1730—1735 років.